# セイバーワークス
株式会社セイバーワークスは、日本のアニメ制作会社。株式会社ゼロジーのグループ会社。

## 歴史
2006年、ラディクスエースエンタテインメントで撮影を務めた長牛豊が代表となり「株式会社デジタルネットワークアニメーション」として設立。設立当初は、ラディクスエースエンタテインメント作品のグロス請けを中心していたが同年に同社がウェッジホールディングスに吸収合併されるとスタジオディーン作品のグロス請けを中心に活動するようになった。
2022年9月、源流企業であるラディクスの創業者・根岸弘が取締役を務めるゼロジーのグループ会社となる。
2024年、社名を「株式会社セイバーワークス」に変更。

## 主な作品

### テレビアニメ
| 開始年 | 放送期間    | タイトル                                                                                | 監督     | アニメーション プロデューサー | 原作 | 共同制作 |
| ------ | ----------- | --------------------------------------------------------------------------------------- | -------- | ----------------------------- | ---- | -------- |
| 2023年 | 10月 - 12月 | 婚約破棄された令嬢を拾った俺が、イケナイことを教え込む                                  | 浅見隆司 | 先川幸矢 長牛豊               | 小説 | ゼロジー |
| 2025年 | 1月 - 3月   | Sランクモンスターの《ベヒーモス》だけど、猫と間違われてエルフ娘の騎士として暮らしてます | 平川哲生 | 先川幸矢                      | 小説 | ゼロジー |

### 劇場アニメ
| 公開年 | タイトル | 監督     | アニメーション プロデューサー | 原作       |
| ------ | -------- | -------- | ----------------------------- | ---------- |
| 2020年 | 君は彼方 | 瀬名快伸 | 長牛豊                        | オリジナル |

### Webアニメ
| 配信年 | タイトル         | 監督     | アニメーション プロデューサー | 原作       |
| ------ | ---------------- | -------- | ----------------------------- | ---------- |
| 2018年 | 刹界エイトレイド | 瀬名快伸 | N/A                           | オリジナル |

### 制作協力
| 年     | タイトル                                                 | 制作元請                           | 備考                          |
| ------ | -------------------------------------------------------- | ---------------------------------- | ----------------------------- |
| 2006年 | 妖逆門                                                   | ラディクスエースエンタテインメント | 2006年 - 2007年、制作協力     |
| 2006年 | ラブゲッCHU 〜ミラクル声優白書〜                         | ラディクスエースエンタテインメント | 各話制作協力                  |
| 2007年 | 桃華月憚                                                 | スタジオディーン                   | 各話制作協力                  |
| 2007年 | 魔法少女リリカルなのはStrikerS                           | セブン・アークス                   | 各話制作協力                  |
| 2007年 | 地球へ…                                                  | 南町奉行所、東京キッズ             | 各話制作協力                  |
| 2007年 | しおんの王                                               | スタジオディーン                   | 各話制作協力                  |
| 2007年 | ナイトウィザード The ANIMATION                           | ハルフィルムメーカー               | 各話制作協力                  |
| 2008年 | 破天荒遊戯                                               | スタジオディーン                   | 各話制作協力                  |
| 2008年 | あまつき                                                 | スタジオディーン                   | 各話制作協力                  |
| 2008年 | ヴァンパイア騎士                                         | スタジオディーン                   | 各話制作協力                  |
| 2008年 | ヴァンパイア騎士 Guilty                                  | スタジオディーン                   | 各話制作協力                  |
| 2008年 | 純情ロマンチカ2                                          | スタジオディーン                   | 各話制作協力                  |
| 2008年 | ケメコデラックス!                                        | ハルフィルムメーカー               | 各話制作協力                  |
| 2008年 | スキップ・ビート!                                        | ハルフィルムメーカー               | 2008年 - 2009年、各話制作協力 |
| 2009年 | ひぐらしのなく頃に礼                                     | スタジオディーン                   | 各話制作協力                  |
| 2009年 | アスラクライン                                           | セブン・アークス                   | 各話制作協力                  |
| 2009年 | 07-GHOST                                                 | スタジオディーン                   | 各話制作協力                  |
| 2009年 | 花咲ける青少年                                           | ぴえろ                             | 各話制作協力                  |
| 2009年 | キディ・ガーランド                                       | サテライト                         | 各話制作協力                  |
| 2010年 | B型H系                                                   | ハルフィルムメーカー               | 制作協力                      |
| 2010年 | 侵略!イカ娘                                              | ディオメディア                     | 各話制作協力                  |
| 2010年 | FORTUNE ARTERIAL 赤い約束                                | ZEXCS・feel.                       | 各話制作協力                  |
| 2010年 | たまゆら                                                 | ハルフィルムメーカー               | 各話制作協力                  |
| 2010年 | 劇場版 Fate/stay night UNLIMITED BLADE WORKS             | スタジオディーン                   | 制作協力                      |
| 2011年 | ひぐらしのなく頃に煌                                     | スタジオディーン                   | 各話制作協力                  |
| 2011年 | これはゾンビですか?                                      | スタジオディーン                   | 各話制作協力                  |
| 2011年 | お兄ちゃんのことなんかぜんぜん好きじゃないんだからねっ!! | ZEXCS                              | 各話制作協力                  |
| 2011年 | 戦国乙女〜桃色パラドックス〜                             | トムス・エンタテインメント         | 各話制作協力                  |
| 2011年 | ぬらりひょんの孫 〜千年魔京〜                            | スタジオディーン                   | 各話制作協力                  |
| 2011年 | いつか天魔の黒ウサギ                                     | ZEXCS                              | 各話制作協力                  |
| 2012年 | これはゾンビですか? オブ・ザ・デッド                     | スタジオディーン                   | 各話制作協力                  |
| 2012年 | 偽物語                                                   | シャフト                           | 各話制作協力                  |
| 2012年 | LUPIN the Third -峰不二子という女-                       | トムス・エンタテインメント         | 各話制作協力                  |
| 2012年 | アクエリオンEVOL                                         | サテライト、エイトビット           | 各話制作協力                  |
| 2012年 | えびてん 公立海老栖川高校天悶部                          | AIC Classic                        | 各話制作協力                  |
| 2012年 | となりの怪物くん                                         | ブレインズ・ベース                 | 各話制作協力                  |
| 2013年 | イナズマイレブンGO クロノ・ストーン                      | オー・エル・エム                   | 各話制作協力                  |
| 2013年 | イナズマイレブンGO ギャラクシー                          | オー・エル・エム                   | 2013年 - 2014年、各話制作協力 |
| 2013年 | 新世界より                                               | A-1 Pictures                       | 各話制作協力                  |
| 2013年 | 劇場版 魔法少女まどか☆マギカ ［新編］叛逆の物語          | シャフト                           | 制作協力                      |
| 2014年 | 一週間フレンズ。                                         | ブレインズ・ベース                 | 各話制作協力                  |
| 2014年 | ドラゴンコレクション                                     | オー・エル・エム                   | 各話制作協力                  |
| 2014年 | 戦国BASARA Judge End                                     | テレコム・アニメーションフィルム   | 各話制作協力                  |
| 2015年 | アブソリュート・デュオ                                   | エイトビット                       | 各話制作協力                  |
| 2015年 | 暁のヨナ                                                 | studioぴえろ                       | 各話制作協力                  |
| 2015年 | グリザイアの楽園                                         | エイトビット                       | 各話制作協力                  |
| 2015年 | 櫻子さんの足下には死体が埋まっている                     | TROYCA                             | 各話制作協力                  |
| 2016年 | この美術部には問題がある!                                | feel.                              | 各話制作協力                  |
| 2016年 | カードファイト!! ヴァンガードG NEXT                      | オー・エル・エム                   | 各話制作協力                  |
| 2017年 | ブラッククローバー                                       | ぴえろ                             | 各話制作協力                  |
| 2017年 | カイトアンサ                                             | 天狗工房                           | 各話制作協力                  |
| 2018年 | ヒナまつり                                               | feel.                              | 各話制作協力                  |

## 関連人物
- 高井秀幸（代表取締役）
- 根岸弘（取締役）
- 長牛豊（創業者）
- 阿部智之
- 石井久志
- 小野田雄亮
- 黒瀬大輔
- 小池恵

- 島津裕行
- 鈴木美音織
- 中川航
- 中智仁
- 中山敦史
- 八尋裕子
- もりたけし
- 渡部周